# ИФК Мариехамн
„ИФК Мариехамн“ (на шведски: Idrottsföreningen Kamraterna Mariehamn) или просто Мариехамн е финландски футболен клуб от град Мариехамн, столица на Оландските острови. Отборът играе във висшата лига на Финландия Вейкауслига, където прави дебюта си през 2005 година. Домакинските си срещи играе на стадион „Виклоф Холдинг“, с капацитет 4000 зрители.

## История
Клубът е основан през 1919 година. Отначало отборът участва само в местни турнири, но от 1945 година започва да участва в шампионатите на Финландия. До началото на 70-те години на XX век клубът няма никакъв шанс да се изкачи по-нагоре от трета дивизия, като 1971 г. влиза във втора лига, но не успява да се закрепи в нея. През 1975 година отново влиза във втора лига, а през 1977 дебютира в първа дивизия. Сезон 1978 е неудачен и клубът се връща във втора дивизия, където играе до 1990 година, когато изпада в трета. След две години отборът се връща във втора дивизия, където играе стабилно. С идването на главния треньор Пека Лииски през 2002 година започват големите промени: пробивът към върха на финландския футбол. В края на сезон 2004 година „Мариехамн“ за първи път в историята си влиза във висшата дивизия на шампионата на Финландия – Вейкауслига.
В първия си сезон във Вейкауслига юни 2005 година се държат успешно в горната част на турнирната таблица, но след това нанизват девет загуби в десет мача. В крайното класиране клубът заема 12-о място от 14 отбора. Безспорен лидер в дебютния сезон е Давид Карлсон, отбелязвайки 14 гола и заемайки трето място в листата на голмайсторите. Головете му се явяват повече от половината вкарани от отбора на „Мариехамн“.
През 2006 година клубът изобщо не се притеснява за оставането си в лигата. От самото начало до средата на лятото отборът се бори за медалите в първенството. В крайна сметка заема 5-о място, като го делят 5 точки от участие в евротурнирите. Благодарение на достойното представяне на отбора в Мариехамн се появява интерес към футбола и местният стадион е напълно реконструиран: смяна на тревата и поставяне на изкуствено осветление. В хода на първенството успешно се изявяват Ерик Сандавернин и нападателят Юстус Ваяне, който става голмайстор на отбора.
През 2007 „Мариехамн“ удивяват два пъти. След първия етап на първенството отборът заема последното място и има 9 точки и 7 отбелязани гола. Никой не е очаквал подобен старт, тъй като предишните два сезона са сравнително успешни. Във втория етап отборът прави 12 мача без загуба и заема 6-о място, губейки само в последния кръг. За успеха във втория кръг най-много допринася Давид Карлсон, който се е възстановил след контузия, заради която пропуска първата половина на сезона. Други ключови фигури на терена са Мика Нискала и Матс Густафсон. Втора година подред най-добър голмайстор е Юстус Ваяне.
През 2008 клубът е споходен от епидемия от травми, което налага да се подмени състава и да се купуват нови играчи. В заявките попадат 30 футболисти, от тях 15 легионери, а също така и 5 вратари. Те помагат на „Мариехамн“ да остане във висшата лига, но необиграността и постоянната ротация не позволяват на отбора да заеме по-предно място. Накрая заемат 12-о място от 14 отбора.
2009 става най-успешният в историята на клуба, който започва сезона като напълно професионален футболен клуб (не спортен). „Мариехамн“ заема 4-то място в Вейкауслигата. Клубът прави серия от 16 мача без загуба. Една от причините е в това, че Пека Лииски сменя тактиката след като са били взети изводи от грешките през предишния сезон. Мика Нискала отстъпва мястото в основния състав на Яни Лииски. Паулюс Араюри става лидер в защита. Добре се проявява и вратарят Густав Ломбака. Тамаш Груборович става голмайстор на отбора с 8 гола.
През 2010 „Мариехамн“ едва удържа мястото си във висшата лига. Отборът заема 12-о място, но от последното го делят само 2 точки. Въпреки непрестанните смени на тактиката, множеството проблеми в отбраната не дават никакви изменения и не успяват да се справят със ситуацията. В заявките се числят играчи от 11 страни. Тамаш Груборович и Мико Паателайнен се проявяват като лидери. Унгарецът е признат през юли за играч на месеца, вкарвайки 10 гола и ставайки голмайстор на отбора. За първи път отборът играе за Купата на Финландия и достига до полуфинала, отстъпвайки на ХЯК (Хелзинки) с 0 – 3.
През 2011 отборът получава нови подкрепления. В замяна на Тамаш Груборович пристига нападателят Алексей Кангсколка. Идват също и Йонас Емет, Кристиан Койола и Ярко Вяртьо. Но сезонът е разочароващ: „Мариехамн“ заема 7-ото място. Американският вратар Джош Уикс играе доста успешно през сезона. В Купата на Финландия „Мариехамн“ за втора година подред достига до полуфинала и отново губи с 0 – 3, но този път от КуПС (Куопио).
През 2012 клубът стига 1/4-финал за Купата, но отново губи с 0 – 3 от „КуПС“. В шампионата заема 4-тото място, което не дава правото да играе в европейските турнири, но се класира за Лига Европа като един от трите клуба победители в рейтинга „Fair Play“. Клубът добива това право за първи път в своята история. „Мариехамн“ дебютира в еврокупите през 2013/14, в първи квалификационен кръг, на 4 юли 2013 година в Баку, Азербейджан срещу местния Интер. Мачът завършва 1 – 1. В мача реванш на 11 юли „Мариехамн“ губи с 0 – 2 и завършва първото си участие.
През 2015 година печели Купата на Финландия побеждавайки във Валкеакоски на финала на 25 септември Интер (Турку) с 2:1.
През 2016 става за пръв път шампион на Финландия, изпреварвайки с 3 точки ХЯК (Хелзинки) и с 4 Сейняйоки.
Заедно с участието си в шампионата на Финландия „Мариехамн“ продължава участието си и на Оландските острови – в Купата на Оландските острови (44 победи) и Шампионата на Оландските острови (44 титли).

## Успехи
- Вейкауслига: (Висша лига)
  -  Шампион (1): 2016
- Купа на Финландия:
  -  Носител (1): 2015
  -  Финалист (1): 2019
- Купа на лигата:
  - 1/2 финалист (2): 20009, 2014
- Каконен: (3 ниво)
  -  Победител (1): 1976
- Шампионат на Оландските острови:
  -  Шампион (44): 1943, 1944, 1947, 1953 (2 пъти), 1956, 1957, 1958, 1959, 1960, 1961, 1976, 1977, 1979, 1980, 1981, 1982, 1983, 1984, 1985, 1986, 1987, 1988, 1989, 1992, 1995, 1997, 1998, 1999, 2000, 2001, 2002, 2003, 2004, 2005, 2006, 2007, 2008, 2009, 2010, 2011, 2012, 2014, 2015
- Купа на Оландските острови:
  -  Носител (44): 1943, 1944, 1946, 1947, 1951, 1952, 1955, 1956, 1957, 1958, 1959, 1964, 1968, 1970, 1972, 1974, 1975, 1976, 1977, 1978, 1980, 1981, 1982, 1984, 1985, 1988, 1989, 1994, 1995, 1996, 1997, 1998, 1999, 2000, 2001, 2002, 2003, 2004, 2005, 2006, 2007, 2008, 2009 и 2012

## Участие в Европейските клубни турнири
| Сезон   | Турнир           | Кръг                       | Съперник            | Домакин | Гост | Общ резултат |  |
| ------- | ---------------- | -------------------------- | ------------------- | ------- | ---- | ------------ |  |
| 2013/14 | Лига Европа УЕФА | Първи квалификационен кръг | Интер (Баку)        | 0:2     | 1:1  | 1:3          |  |
| 2016/17 | Лига Европа УЕФА | Първи квалификационен кръг | Одд Гренланд (Шиен) | 1:1     | 0:2  | 1:3          |  |

## Известни играчи
- Дмитрий Волошин
- Дмитрий Проневич
- Лембит Райяла
- Даниел Шьолунд